# Reprezentacja Rosji na Mistrzostwach Europy w Wioślarstwie 2010
Reprezentacja Rosji na Mistrzostwach Europy w Wioślarstwie 2010 liczyła 40 sportowców. Najlepszymi wynikami było 5. miejsce w jedynce i ósemce kobiet oraz czwórce podwójnej i ósemce mężczyzn.

## Medale

### Złote medale
Brak

### Srebrne medale
Brak

### Brązowe medale
Brak

## Wyniki

### Konkurencje mężczyzn
- jedynka (M1x): Władisław Riabcew – 10. miejsce
- dwójka podwójna wagi lekkiej (LM2x): Andriej Szewiel, Iwan Kudriawcew – 15. miejsce
- czwórka bez sternika wagi lekkiej (LM4-): Aleksandr Czaukin, Witalij Badulin, Jurij Pszenicznikow, Aleksandr Sawkin – 12. miejsce
- czwórka podwójna (M4x): Nikita Morgaczow, Igor Sałow, Artiom Kosow, Siergiej Fiodorowcew – 5. miejsce
- ósemka (M8+): Andriej Stolarow, Gieorgij Jefriemienko, Michaił Biełow, Władimir Wołodenkow, Iwan Podszywałow, Denis Nikiforow, Anton Zarucki, Aleksandr Litwinczew, Pawieł Safonkin – 5. miejsce

### Konkurencje kobiet
- jedynka (W1x): Julia Lewina – 5. miejsce
- dwójka bez sternika (W2-): Maja Żuczkowa, Alewtina Podwiazkina – 7. miejsce
- dwójka podwójna (W2x): Julija Kalinowska, Julia Czagina – 12. miejsce
- dwójka podwójna wagi lekkiej (LW2x): Natalja Warfołomiejewa, Anna Jazykowa – 11. miejsce
- czwórka podwójna (W4x): Inga Dudczenko, Marija Ancyfierowa, Jewgienija Gołubiewa, Marija Krasilnikowa – 6. miejsce
- ósemka (W8+): Julija Sorokowska, Jelena Antonowa, Oksana Striełkowa, Anna Morgun, Natalia Mielnikowa, Julija Inoziemcewa, Ksienija Sajfutdinowa, Julija Popowa, Marija Jefimienko – 5. miejsce